# Оливер, Карл
Карл Оливер младший (англ. Carl Oliver Jr.; род. 30 января 1969, Андрос (остров, Багамы)) — багамский легкоатлет, специалист по бегу на короткие дистанции. Выступал на профессиональном уровне в 1995—2004 годах, обладатель бронзовой медали Олимпийских игр в Сиднее, чемпион мира, бронзовый призёр Игр доброй воли, Игр Содружества, Центральноамериканских и Карибских игр. Генеральный секретарь Багамской ассоциации легкоатлетических ассоциаций.

## Биография
Карл Оливер родился 30 января 1969 года на острове Андрос, Багамы.
Впервые заявил о себе на международном уровне в сезоне 1995 года, когда после победы на чемпионате Багамских Островов вошёл в состав багамской сборной и выступил в эстафете 4×400 метров на чемпионате мира в Гётеборге.
Благодаря череде успешных выступлений в 1996 году удостоился права защищать честь страны на летних Олимпийских играх в Атланте — в индивидуальном беге на 400 метров не смог пройти дальше предварительного квалификационного этапа, тогда как в финале эстафеты 4×400 метров вместе с соотечественниками показал седьмой результат.
В 1998 году бежал эстафету 4×400 метров на Играх Содружества в Куала-Лумпуре, выиграл бронзовую медаль на Центральноамериканских и Карибских играх в Маракайбо.
В 1999 году на чемпионате Центральной Америки и Карибского бассейна в Бриджтауне занял пятое место в 400-метровом беге, в эстафете 4×400 метров стартовал на Панамериканских играх в Виннипеге, показал шестой результат на чемпионате мира в Севилье.
На Олимпийских играх 2000 года в Сиднее в беге на 400 метров не смог пройти дальше предварительного квалификационного этапа, а в эстафете 4×400 метров показал четвёртый результат (впоследствии в связи с допинговой дисквалификацией американца Антонио Петтигрю и аннулированием результатов победившей американской команды поднялся в итоговом протоколе до третьей позиции).
На чемпионате мира 2001 года в Эдмонтоне багамцы изначально стали вторыми в эстафете 4×400 метров (Оливер стартовал только на предварительном квалификационном этапе), но затем в связи с аннулированием результатов команды США были провозглашены чемпионами. В той же дисциплине Карл Оливер выиграл бронзовую медаль на Играх доброй воли в Брисбене.
В 2002 году в эстафете 4×400 метров взял бронзу на Играх Содружества в Манчестере.
В 2003 году участвовал в чемпионате мира в помещении в Бирмингеме, стал бронзовым призёром на чемпионате мира в Париже (стартовал только на предварительном квалификационном этапе эстафеты).
Завершил спортивную карьеру по окончании сезона 2004 года.
Впоследствии проявил себя как спортивный функционер, в 2012 году был избран генеральным секретарём Багамской ассоциации легкоатлетических ассоциаций.